# Новомлынск
Новомлынск (укр. Новомлинськ) — село, Двуречанская поселковая община, Купянский район, Харьковская область, Украина.
Код КОАТУУ — 6321884004. Население по переписи 2001 года составляет 16 (6/10 м/ж) человек.

## Географическое положение
Село Новомлынск находится на правом берегу реки Оскол, ниже по течению в 5-и км пгт Двуречная, на противоположном берегу ниже по течению в 2-х км пос. Двуречное. Берег реки обрывистый, образует меловые горы.

## История
- 1712 — дата основания.[1]
- В конце февраля 2022 года, в ходе вторжения России на Украину, село было занято российскими войсками. После контрнаступления Украины село было освобождено ВСУ.
- 1 февраля 2025 года российские источники заявили, что село вновь было занято ВС РФ.[источник не указан 49 дней]

## Происхождение названия
- 1712 — «Новомлинск (иначе Переволочная), указом 1712 года июня 9 и грамотами от 11 и 30 октября 1718 года, отдан был Юрию Степановичу Великому Спатарю, иначе Мечнику, принявшему фамилию Мечника.»[2]

## Экономика
- В селе была молочно-товарная ферма.